# 채영복
채영복(蔡永福, 1937년~)은 한국 정밀화학 산업의 기틀을 마련하고 과학기술 행정의 혁신을 이끈 과학자이자 행정가다. 의약품·농약 성분 국산화와 정밀화학 산업 기반을 구축하고, 물질특허 시대를 대비한 신물질 창출 연구체제를 확립하며, 과학기술연합대학원대학교 설립 등 과학기술 진흥정책을 주도했다.

## 학력
- 1959 서울대학교 화학과 졸업
- 1961 독일 뮌헨대학 화학 Diplom
- 1965 독일 뮌헨대학 유기화학 박사

## 경력
- 1969~1978 한국과학기술연구소 유기합성연구실 실장
- 1978~1982 한국과학기술연구소 응용화학연구부 부장
- 1982~1993 한국화학연구소 소장
- 1994~1995 대한화학회 회장
- 2002~2003 제4대 과학기술부 장관

## 포상
- 1976 국민훈장 동백장
- 1980 3.1문화상
- 1997 운경상
- 2004 청조근정훈장
- 2006 프랑스 레지옹도뇌르 훈장

## 참고자료
1. ↑  대한민국 과학기술유공자 홈페이지